# Windsor-Klänge
Windsor-Klänge, op. 104, är en vals av Johann Strauss den yngre. Den spelades första gången den 10 januari 1852 i Wien.

## Historia
1849 slog trupper från det österrikiska imperiet blodigt ned den ungerska revolutionen. Det var ingen triumferande seger, tvärtom då tsar Nikolaj I av Ryssland ombads hjälpa kejsaren Frans Josef genom att skicka in ryska trupper. Ett av villkoren för detta ingripande var begäran om att behandla ledarna för Ungerns uppror mot huset Habsburg med omsorg. Men kejsar Frans Josefs regering uppfyllde inte detta villkor och många ungrare flydde i panik utomlands. Drottning Viktoria av Storbritannien ogillade Österrikes beteende och spänningarna mellan London och Wien var så starka att de diplomatiska förbindelserna praktiskt taget upphörde att existera.
Denna situation varade fram till 1851 när regeringen i London behövde kontakter med Wien på grund av landets Balkanpolitik. Drottning Viktoria valde en av sina mest erfarna politiker, generallöjtnant John Fane, 11:e Earl av Westmoreland, till det nya sändebudet och skickade honom till Wien. Det uppstod nya incidenter och presentationen uppsköts tillfälligt men slutligen insåg även Österrike att goda förbindelser med Storbritannien skulle vara mycket användbara inom en snar framtid. Nu var John Fane inte bara en diplomat och general, i det privata visade han sig också vara en utmärkt musiker och effektiv kompositör. Som musikdirektör valde earlen den unga Strauss och denne var så tacksam att han presenterade utdrag från kompositioner av både lord Westmoreland och hans fru Priscilla i sina konserter (t.ex. i Wiens Volksgarten). John Fane (liksom den brittiska drottningens make prins Albert) kom från huset Sachsen-Coburg-Gotha och bosatte sig i Palais Coburg i Wien. Platsen blev centrum för det livliga musikaliska livet i huvudstaden. Strauss medverkade vid flera fester och den 10 januari 1852 var inget undantag. Som festgåva hade han komponerat en originell vals som han kallade "Windsor-Klänge" och var tillägnad drottning Viktoria. Det första offentliga framförandet av valsen skedde vid en välgörenhetsbal den 10 februari 1852 i Sofiensaal.

## Om valsen
Speltiden är ca 8 minuter och 8 sekunder plus minus några sekunder beroende på dirigentens musikaliska tolkning.

## Weblänkar
- Dynastin Strauss 1852 med kommentarer om Windsor-Klänge.
- Windsor-Klänge i Naxos-utgåvan.